# کسپرسکی اینترنت سکیوریتی
کسپرسکی اینترنت سکیوریتی (به انگلیسی: Kaspersky Internet Security)، یک مجموعه نرم‌افزاری امنیت اینترنت است که توسط شرکت کسپرسکی لب توسعه داده می‌شود. این نرم‌افزار بر روی سیستم‌عاملهای ویندوز، مک و اندروید اجرا می‌شود و قابلیت شناسایی و از بین بردن بدافزارها و همچنین مقابله با هرزنامه‌های ایمیلی، حملات فیشینگ و سرقت اطلاعات را دارد.

## نسخه‌ها

### نسخه ۲۰۰۷
نسخه ۲۰۰۷ یا ۶ اولین نسخه از سری نرم‌افزارهای اینترنت سکیوریتی کسپرسکی بود. مجله پی‌سی ورلد این نسخه را به خاطر عملکرد خوب در شناسایی بدافزارها مورد تقدیر قرار داد. این نرم‌افزار ۱۰۰درصد بدافزارهای موجود در لیست بدافزارهای شایع شده ژانویه ۲۰۰۶ متعلق به مؤسسه wild list را شناسایی کرد. کسپرسکی اینترنت سکیوریتی قادر به اسکن فایل‌های فشرده شده و پک شده بود و ۸۳٫۳ درصد از بدافزارهای پنهان و ۱۰۰ درصد از نمونه‌های آگهی‌افزارها را می‌توانست شناسایی کند. یکی از انتقادات وارد بر این نسخه عدم توانایی آن در پاک کردن کامل فایل‌های آلوده و داده‌های آن‌ها از رجیستری ویندوز بود.

### نسخه ۲۰۰۸
در نسخه ۲۰۰۸ یا ۷ رابط کاربری آن دوباره طراحی شد و نام اجزای آن تغییر کرده بود و دوباره سازمان دهی شده بود. نام بخش ضدهکر به دیوار آتش تغییر یافت و قسمت ضدجاسوس‌افزار در بخش کنترل حریم خصوصی (Privacy Control) ادغام شد. ویژگی کنترل والدین (Parental controls) هم در این نسخه معرفی شد. بخش مسدودکننده هرزنامه با اوت لوک، اوت لوک اکسپرس، ویندوز میل و
نرم‌افزار the bat هماهنگ شده بود و محتوای ایمیل‌ها تحلیل و امتیازبندی می‌شد و این امتیازبندی ایمیلها توسط دو برچسب «هرزنامه» یا «احتمالاً هرزنامه» مشخص می‌شد.

### نسخه ۲۰۰۹
نسخه ۲۰۰۹ یا ۸ با ارائه محیط نرم‌افزاری جدید، بخش مسدودکننده نرم‌فزارها، هسته ضدویروس به‌روز شده و یک اسکنر بررسی آسیب‌پذیری منتشر شد. پنجره اصلی آن به چهارقسمت تقسیم می‌شد و یک نوار وضعیت که رنگهای آن به سبز، زرد و قرمز تغییر می‌کرد به صفحه اصلی آن اضافه شده بود. طبق آزمایش‌های انجام شده این نسخه قادر به شناسایی ۹۵ الی ۹۹ درصد بدافزارها بود.

### نسخه ۲۰۱۰
محیط گرافیکی در این نسخه نیز شامل تغییراتی بود و ویژگی سندباکس که اجازه اجرای نرم‌افزارها را در یک محیط مجازی بدون ارتباط با سیستم‌عامل اصلی می‌داد از قابلیت‌های جدید این نسخه بود. همچنین این نسخه را می‌توان در ویندوز ۷ مورد استفاده قرار داد.

### نسخه ۲۰۱۱
در ۸ ژوئن ۲۰۱۰ شرکت کسپرسکی نسخه بتای اینترنت سکیوریتی ۱۱ یا ۲۰۱۱ را برای کاربران ویندوز منتشر ساخت. در این نسخه رابط کاربری تغییر کرده‌است و ابزارک‌هایی برای استفاده در ویندوز ویستا و ۷ قرارداده شده که با بهره‌گیری از آن‌ها می‌توان وضعیت امنیتی سیستم را بر روی دسکتاپ مشاهده کرد یا یک فایل را تنها با یک کلیک اسکن کرد.

### نسخه ۲۰۱۴
در نسخه جدید این بسته امنیتی که با نام Kaspersky Internet Security 2014 عرضه شده‌است، ویژگی‌های جدیدی به نرم‌افزار اضافه شده‌است. به منظور افزایش امنیت نرم‌افزارهای اجرایی ویندوز شما، حالت "نرم‌افزارهای مطمئن" اضافه شده‌است، عملکرد حالت "Safe Money" بهبود پیدا کرده و شما می‌توانید از یک مرورگر مشخص برای مراجعه به سایت‌های بانک و مراکز مالی خود استفاده نمایید. عملکرد بخش "Parental Control" بهبود شگرفی پیدا کرده به طوری که گزینهٔ تنظیم اجازه‌های مختلف به ویندوز در جهت اجرای بازی‌ها و نرم‌افزارها اضافه شده‌است.

### نسخه ۲۰۲۰
در شهریور ماه ۱۳۹۸ خورشیدی شرکت کسپرسکی این نسخه را منتشر کرد.